# Toby Keith
Toby Keith Covel, noto semplicemente come Toby Keith (Clinton, 8 luglio 1961 – Oklahoma, 5 febbraio 2024), è stato un cantautore, musicista e attore statunitense.
Keith fu uno dei maggiori esponenti della musica country, nonché uno dei più apprezzati cantautori statunitensi.
Nella sua carriera, durante la quale furono venduti oltre 40 milioni di dischi in tutto il mondo, Keith pubblicò oltre 20 album in studio e intraprese anche una carriera nel mondo del cinema. 
Con 20 brani al primo posto nelle classifiche di musica country, giunse a imporsi come uno degli artisti di maggior successo commerciale del suo genere.

## Biografia
Toby Keith nacque l'8 luglio 1961 a Clinton, in Oklahoma. Iniziò a suonare mentre lavorava nell'industria del petrolio. Entrò nel mondo musicale già negli anni '80: nel 1984 infatti pubblicò il singolo Blue Moon insieme a un gruppo chiamato Easy Money. Dopo essere venuto a contatto con Harol Shedd della Mercury Records, pubblicò con questa etichetta il brano Should've Been a Cowboy (1993) e iniziò a sfondare nel mondo country di Nashville.
Dopo il passaggio alla Polydor pubblicò due dischi tra il 1995 ed il 1996. Ritornò quindi alla Mercury con cui pubblicò Dream Walkin. Con il successivo album, datato 1999 ed intitolato How Do You Like Me Now?!, ottenne il consenso definitivo del pubblico. Questo fu anche il primo disco pubblicato per la DreamWorks Nashville.
Negli anni 2000 produsse un successo dietro l'altro: i suoi dischi raggiunsero con costanza i vertici della classifica Billboard 200 e furono certificati pluriplatino. Nel 2005 fondò un'etichetta discografica personale chiamata Show Show Dog Nashville, per la quale realizzò altri dischi negli anni successivi.
Dagli inizi degli anni 2000 Keith cominciò anche a collaborare con numerosi artisti , tra i quali Hank Williams Jr. e Willie Nelson. Nel 2021 pubblicò il suo ultimo album in studio, Peso in My Pocket; nello stesso anno ricevette il prestigioso National Medal of Arts.
Prese parte ad alcuni film, tra cui Broken Bridges (2006) e Beer for My Horses (2008). Benché molto apprezzato come attore, egli preferì concentrarsi sulla sua carriera musicale.
Nel 2021 gli venne diagnosticato un tumore dello stomaco, ciononostante continuò ad esibirsi e a registrare musica fino alla morte avvenuta il 5 febbraio 2024 all'età di 62 anni.

## Vita privata
Il 24 marzo 1984 sposò Tricia Lucus, dalla quale ebbe tre figli. Era noto per le sue opinioni ultraconservatrici e per essere stato uno dei più popolari sostenitori di Donald Trump.

## Premi principali
American Music Award
- 2002 - miglior album country Unleashed
- 2003 - miglior album country Shock'n Y'all
- 2003 - miglior artista maschile country
- 2005 - miglior artista maschile country

Academy of Country Music
- 2000 - album dell'anno How Do You Like Me Now?!
- 2000 - miglior cantante maschile
- 2002 - artista dell'anno
- 2003 - album dell'anno Shock'n Y'all
- 2003 - artista dell'anno
- 2003 - miglior cantante maschile
- 2003 - video dell'anno Beer for My Horses con Willie Nelson

Country Music Association
- 2001 - artista maschile dell'anno
- 2012 - video dell'anno Red Solo Cup

Billboard
- Artista di musica country del decennio (2000-2010)

## Discografia

### Album in studio
- 1993 - Toby Keith
- 1994 - Boomtown
- 1996 - Blue Moon
- 1997 - Dream Walkin'
- 1999 - How Do You Like Me Now?!
- 2001 - Pull My Chain
- 2002 - Unleashed
- 2003 - Shock'n Y'all
- 2005 - Honkytonk University
- 2006 - White Trash with Money
- 2007 - Big Dog Daddy
- 2008 - That Don't Make Me a Bad Guy
- 2009 - American Ride
- 2010 - Bullets in the Gun
- 2011 - Clancy's Tavern
- 2012 - Hope on the Rocks
- 2013 - Drinks After Work
- 2015 - 35 MPH Town
- 2021 - Peso in My Pocket

### Raccolte
- Greatest Hits Volume One (1998)
- 20th Century Masters: The Millennium Collection (2003)
- Greatest Hits 2 (2004)
- 35 Biggest Hits (2008)
- The Bus Songs (2017)
- Greatest Hits: The Show Dog Years (2019)

### Album natalizi
- Christmas to Christmas (1995)
- A Classic Christmas (2007)

## Tour
- - Brooks and Dunn's Neon Circus and Wild West Show 2001
  - Unleashed Tour 2002
    - con Jamie O'Neal, Emerson Drive e i Rascal Flatts

  - USO 2002–13 (11 tours, visiting 15 countries and 3 naval ships)
  - Shock'N Y'all Tour 2003
    - con Blake Shelton

  - Big Throwdown Tour 2004
    - con i Lonestar e Gretchen Wilson
    - con Sawyer Brown and Terri Clark

  - Big Throwdown Tour II 2005
    - with Jo Dee Messina

  - White Trash With Money Tour 2006
  - Hookin' Up and Hangin' Out Tour 2007
    - con Miranda Lambert, Trace Adkins, Josh Gracin

  - Big Dog Daddy Tour 2007
  - Biggest and Baddest Tour 2008–09
    - con Montgomery Gentry e Trailer Choir

  - America's Toughest Tour 2009
    - con Trace Adkins

  - Toby Keith's American Ride Tour 2010
    - con Trace Adkins e James Otto

  - Locked and Loaded Tour 2011
    - con Eric Church e JT Hodges

  - Live in Overdrive Tour
    - con Brantley Gilbert

  - Hammer Down Tour 2013
    - con Kip Moore

  - Hammer Down Under Tour 2014
    - con Kellie Pickler e Eli Young Band

  - Shut Up and Hold On Tour 2014
    - con Colt Ford e Krystal Keith

  - Good Times and Pick Up Lines Tour 2015
    - con Eli Young Band e Chris Janson

  - Interstates and Tailgates Tour 2016
    - con Eric Paslay

  - Should've Been A Cowboy XXV 2018